# Mistral (L9013)
Mistral (L9013) je vrtulníková výsadková loď Francouzského námořnictva, která je pojmenovaná podle větru Mistrál. Jedná se o vedoucí jednotku třídy Mistral.

## Výzbroj
Mistral je vybavena dvěma dvojitými raketomety Simbad určené pro protiletadlové řízené střely Mistral. Dále jsou zde nainstalovány dva 30mm automatické kanóny Breda-Mauser a čtyři 12,7mm kulomety M2HB. Loď obvykle převáží 450 až 900 vojáků a 70 obrněných vozidel. Zvládne pojmout až 40 tanků Leclerc a několik výsadkových člunů (např. CTM).

## Vrtulníky
Mistral může nést 16 těžkých vrtulníků jako např. Eurocopter Tiger nebo 35 lehkých vrtulníků.

## Galerie

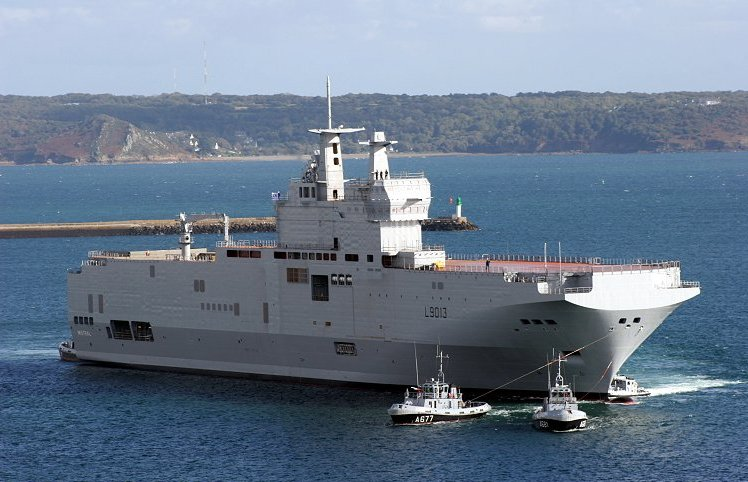
Mistral v roce 2004
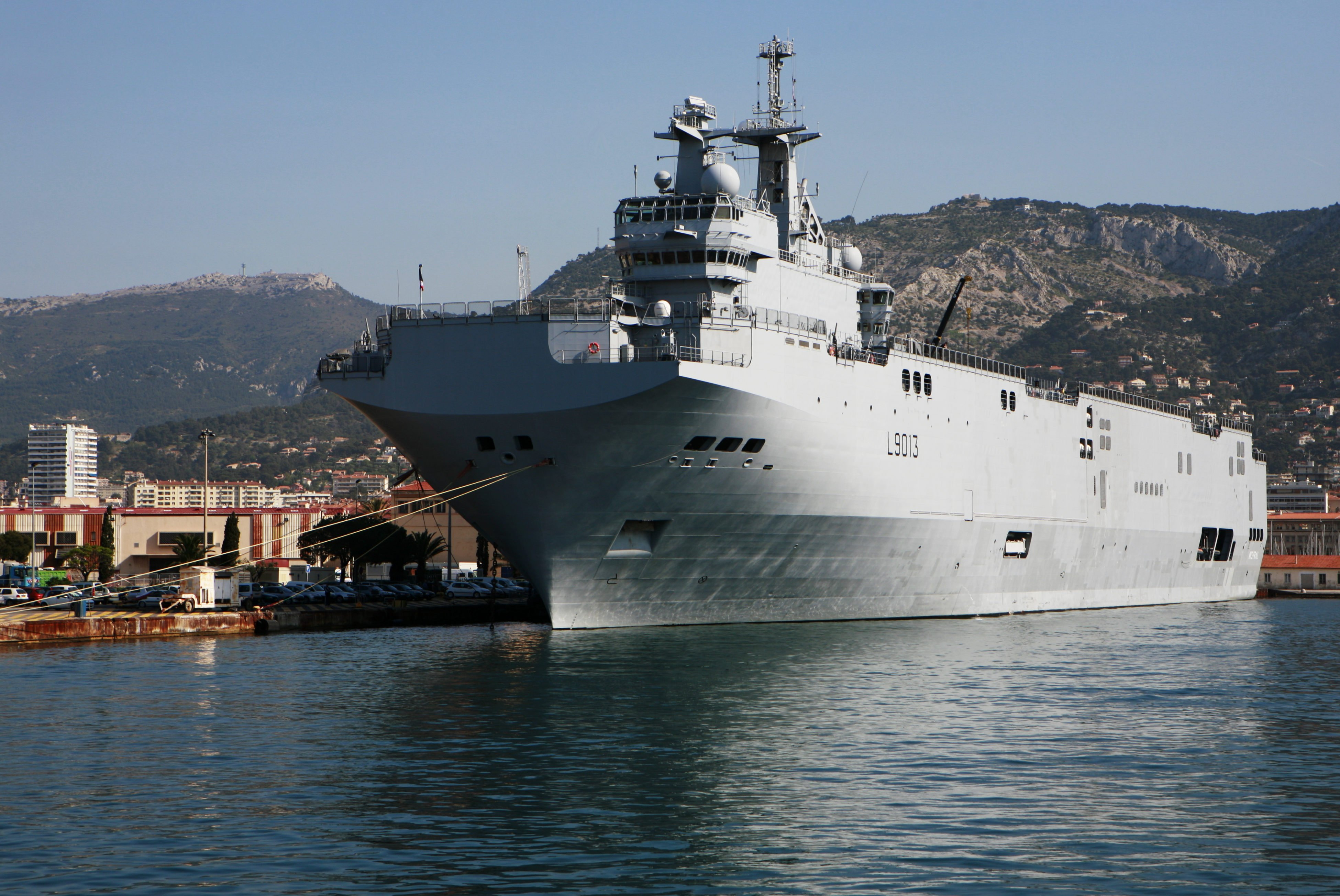
Mistral připravující se na příchod prezidenta Nicolase Sarkozyho v roce 2009
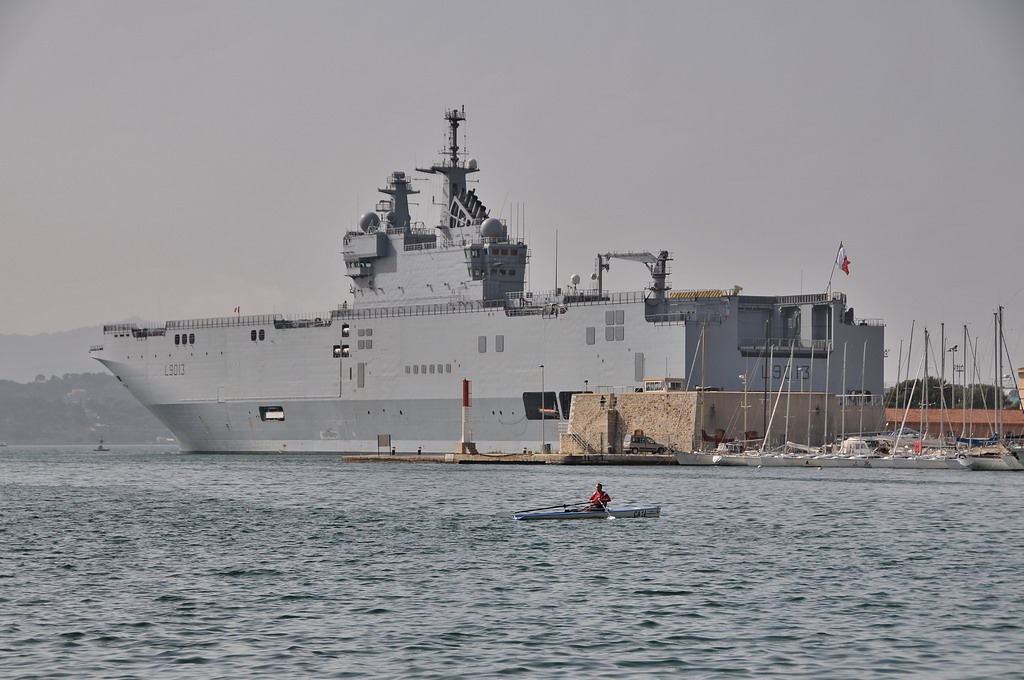
Mistral v Toulonu v roce 2008
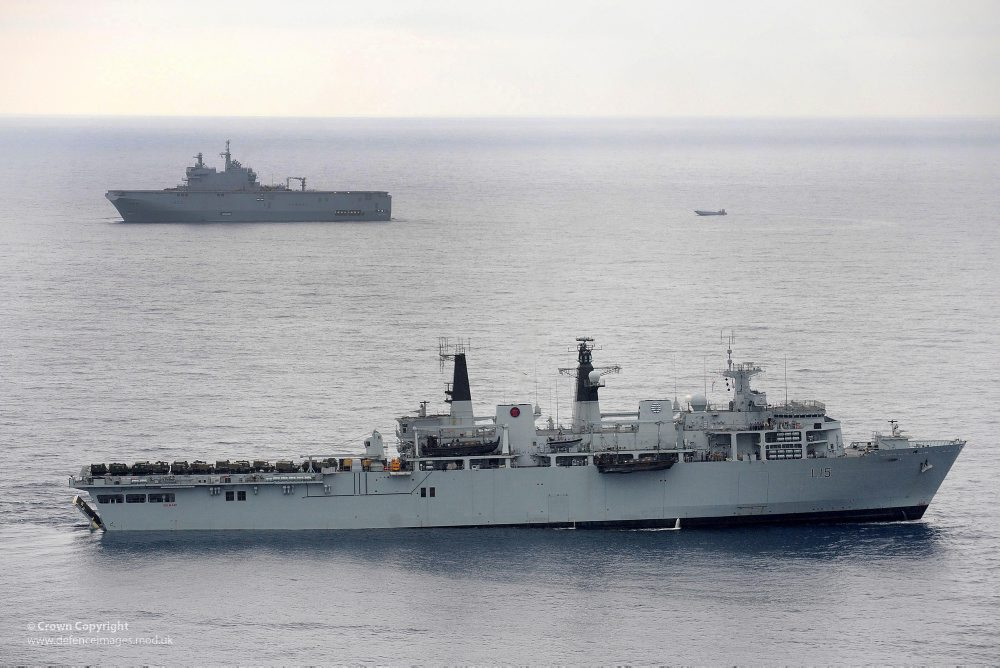
Mistral (vzadu) během cvičení Corsican Lion
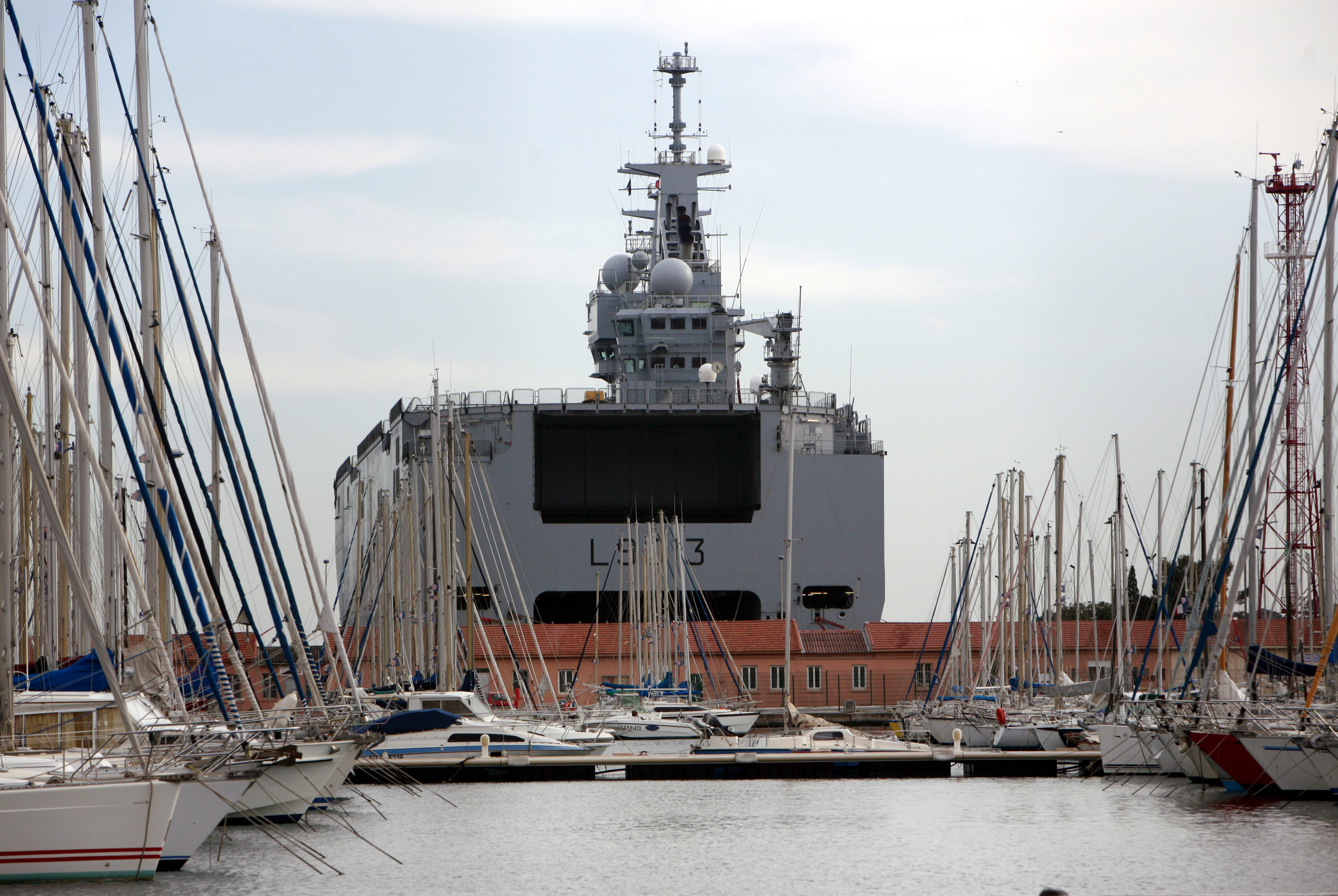
Pohled na záď lodi
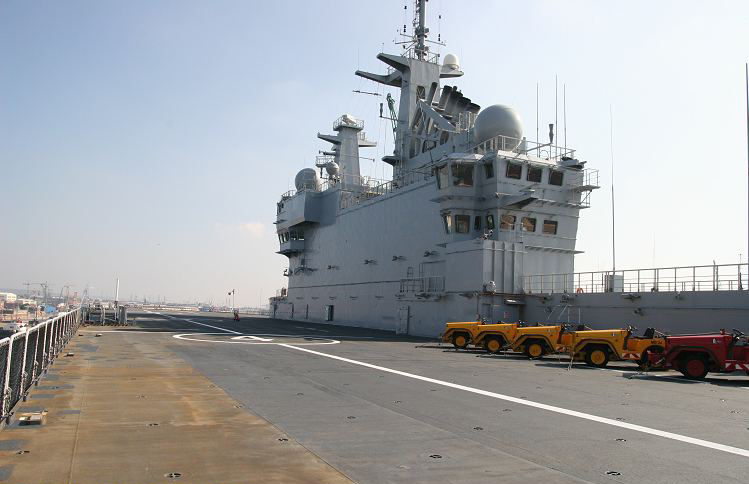
Pohled na přistávací palubu lodi
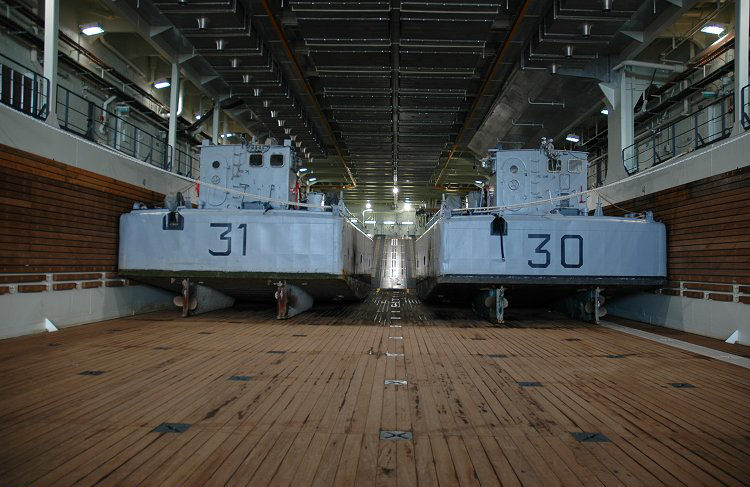
Výsadkové čluny CTM uvnitř doku lodi